# Автодорога P-37 (Казахстан)
Республиканская автомобильная дорога P-37 (каз. P-37 тас жолы, чаще встречается название автодорога Баста́у — Акта́у — Темирта́у) — автомобильная дорога общего пользования республиканского значения протяжённостью 53 километра. Дорога соединяет село Петровка с Темиртау. Начинается у дороги А-20 (Караганда — Аягоз — Бугаз). P-37 отнесена к автомобильным дорогам республиканского значения как соединяющая между собой населённые пункты, что обозначается префиксом Р в её названии.

## Маршрут
| Петровка | → 27 км → | Габидена Мустафина | → 12 км → | Актау | → 14 км → | Темиртау |

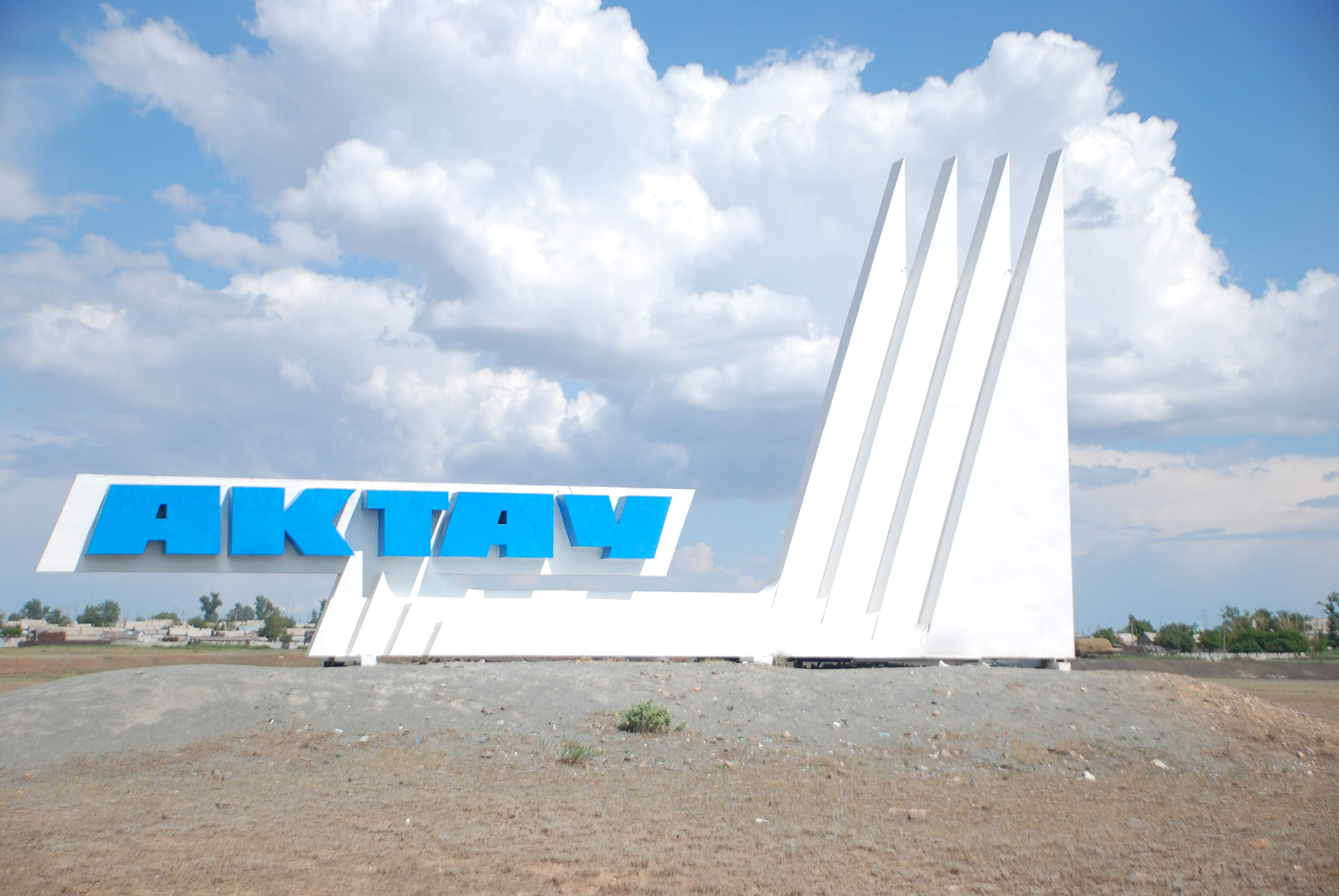
Стела на въезде в Актау со стороны Темиртау

Дорога начинается у села Петровка Бухар-Жырауского района Карагандинской области ответвлением автомобильной дороги А-20 (Караганда — Аягоз — Бугаз) в западном направлении. На протяжении пути (с востока на запад) имеются: ответвление на село Сенокосное, мост через канал «Иртыш — Караганда», затем пересекает автодорогу А-17 (Кызылорда — Павлодар — Успенка — граница РФ), ответвление на село Тузды, переезд через Трансказахстанскую железнодорожную магистраль у села Первое Мая, ответвление на село Первое Мая, проходит через посёлок Габидена Мустафина (станция Нура), переезд через железнодорожную ветку «Мырза — Нурказган», далее проходит через посёлок Актау, ответвления на Нурказганский горно-обогатительный комбинат и санаторий «Самал» и у северной границы города Темиртау сливается с автодорогой М-36 (Алма-Ата — Караганда — Астана — Костанай — Граница РФ (на Екатеринбург). Участки дороги в населённых пунктах Петровка, Габидена Мустафина и Актау называются улицами Ленина, Шоссейная и Карла Маркса соответственно. Разрешённая скорость движения составляет 110 км/ч. Практически весь маршрут пролегает по территории Бухар-Жырауского района, за исключением отрезков у села Сенокосное (Осакаровский район) и посёлка Актау (городская администрация Темиртау).
Местами вдоль дороги имеется лесозащитная полоса. В районе села Петровка у автодороги находится древний могильник эпохи бронзы «Ботакара».

## Дорожное покрытие
Дорожное покрытие асфальтовое. Две полосы движения, по одной в каждую сторону с разделителем. Состояние дороги хорошее, местами удовлетворительное. Маршрут дороги проходит в условиях степной местности. Климат континентальный. 
Дорога обслуживается ДЭУ-45 (посёлок Ботакара) ТОО «Казахавтодор» и ДЭУ-1 ТОО «Караганды жолдары».

## История
Реконструкция автодороги Бастау — Актау — Темиртау началась в 2012 году и длилась 5 лет, дорога введена в эксплуатацию в 2017 году.